# Oscar Montelius
Gustav Oscar Augustin Montelius (Estocolmo, 9 de setembro de 1843 – Estocolmo, 4 de novembro de 1921) foi um arqueólogo sueco que refinou o conceito de seriação, um método de datação relativa cronológica.